# Phytoecia testaceovittata
Phytoecia testaceovittata är en skalbaggsart som först beskrevs av Maurice Pic 1934.  Phytoecia testaceovittata ingår i släktet Phytoecia och familjen långhorningar.
Artens utbredningsområde är Iran. Inga underarter finns listade i Catalogue of Life.